# Vaanes II Amatúnio
Vaanes II Amatúnio (em latim: Vaanes; em grego: Βαάνης; romaniz.: Baánēs; em armênio: Վահան; romaniz.: Vahan) foi um nobre (nacarar) armênio do século V, membro da família Amatúnio. 

## Nome
Vaanes (Vaanēs; Βαάνης, Baánēs) é a forma latina do teofórico armênio Vaã (Վահան, Vahan), ligado a Vaagne (Վահագն, Vahagn), o deus armênio, cujo nome derivou do parta Varragne (*Warhragn) / Vartagne (*Warθagn), do persa antigo Vertragna (Vṛθragna) e do avéstico Veretragna (𐬬𐬆𐬭𐬆𐬚𐬭𐬀𐬖𐬥𐬀, vərəθraγna), o deus iraniano da vitória. Como teofórico, também foi citado em armênio como Verrã (Վռամ Vṙām), em persa médio como Vararã (𐭥𐭫𐭧𐭫𐭠𐭭, Waraḥrān) e Varã (𐭥𐭠𐭧𐭫𐭠𐭬, Waḥrām), em grego como Boanes (Βοάνης, Boánēs), Baranes (Βαρανης, Baranēs), Baânio (Βαάνιος, Baánios), Uarrames / Varrames (Ουαρράμης, Ouarrámēs), Barã (Βάραμ, Báram), Baramo (Βάραμος, Báramos) e Baram(a)anes (Βαραμ(a)άνης, Baram(a)ánēs), em georgiano como Barã (ბარამ, Baram),  em latim como Veramo (Veramus) e Vararanes e em persa novo como Barã (بهرام, Bahrām).

## Vida

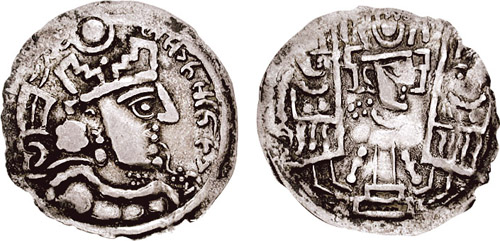
Dracma de r.

Em 428, os nacarares da Armênia peticionaram ao xá Vararanes V (r. 420–438) para que destronasse o rei Artaxias IV (r. 422–428) e abolisse a dinastia arsácida. Para governar o país, o xá nomeia Vemir-Sapor como marzobã e confiou a tenência real a Vaanes. Em fevereiro de 440, Vaanes levou o corpo do falecido católico Isaque I, o Parta (m. 439) para Oxacã, onde uma tumba de grande distinção foi feita e multidões de pessoas de Airarate fizeram festa em sua honra. Vaanes estava entre os dinastas que protestaram a tentativa de Isdigerdes II (r. 438–457) de impor o zoroastrismo sobre os cristãos da Armênia em 448-449 e foram chamados a Ctesifonte.
Em 449, foi com Maictes e outros nobres à corte de Constantinopla para solicitar ao imperador Teodósio II (r. 408–450) apoio militar contra Isdigerdes; Lázaro de Farpe qualificou-o como sagaz e erudito. Em 450, Vaanes incitou Vardanes II a encabeçar uma revolta contra o julgo persa; Lázaro afirma que, mais do que a questão religiosa, seu motivo para querer uma revolta era sua rixa com o marzobã Vasaces I. Lutou ao lado dos rebeldes, mas quando a revolta foi derrota na Batalha de Avarair de 26 de maio de 451, esteve entre os nobres que aceitaram ir a Ctesifonte se submetem a Isdigerdes. Os nobres que foram ao Oriente permaneceram em cativeiro na Hircânia até 455, quando receberam permissão para retornar.

## Avaliação
Segundo Moisés de Corene, Vaanes era poderoso em autoridade secular e em fé.